# Forces populaires du Burundi
Les Forces populaires du Burundi, anciennement Forces républicaines du Burundi ou Forebu, sont une faction armée burundaise particulièrement active depuis le début de la crise politique de 2015. Il s'oppose au régime en place de Pierre Nkurunziza. Les Forebu sont dirigées par le général Godefroid Niyombaré. Son fondateur est le lieutenant-colonel Edouard Nshimirimana, officier des transmissions à l’état-major ; il devient ensuite le numéro 2 du mouvement.
En novembre 2016, les Forebu sont a priori peu nombreux : « Il y a là d’anciens officiers supérieurs qui ont quitté l’armée après le coup d’Etat raté de 2015. Leurs capacités opérationnelles sont limitées, notamment parce qu’ils disposent de peu de relais dans la population ». Selon l'ONU, le groupe compte quelques centaines d'hommes ; ces derniers sont basés dans les environs d'Uvira et Fizi, à la frontière avec la République démocratique du Congo.